# Шакед, Таль
Таль Шакед (англ. Tal Shaked; 5 февраля 1978) — американский шахматист, гроссмейстер (1997).
Победитель нескольких национальных турниров среди юниоров. Выиграл чемпионат мира по шахматам среди юниоров (Жагань, 1997), набрав равное количество очков (9,5 из 13) с представлявшим Армению Вигеном Мирумяном, но опередив того по дополнительным показателям и получив звание гроссмейстера.
Принял участие в турнирной части чемпионата мира по шахматам ФИДЕ 1997/1998, в первом круге обыграв чилийца Ивана Моровича Фернандеса, а во втором уступив россиянину Сергею Рублевскому. В чемпионате США 1998 года пробился в полуфинал, опередив в круговой переигровке в отборочной группе Бориса Гулько и Джона Федоровича. В полуфинале по результату четырёх партий с минимальным счётом (2,5:1,5) уступил будущему чемпиону Нику де Фирмиану. После чемпионата мира по шахматам ФИДЕ 1999 отошёл от участия в соревнованиях. Вершины шахматной карьеры достиг 1 января 1998 года, с отметкой 2535 пунктов занимал 21 позицию в рейтинг-листе американских шахматистов.
По завершении выступлений работал как специалист по машинному обучению в компаниях Google и Snowflake, в начале 2023 года перешёл в компанию Moloco, специализирующуюся в этой области искусственного интеллекта.

## Изменения рейтинга
| График не отображается по техническим причинам. Чтобы исправить это, воспроизведите график в новом формате, если это возможно. |